# C10orf62
C10orf62 (англ. Chromosome 10 open reading frame 62) – білок, який кодується однойменним геном, розташованим у людей на 10-й хромосомі. Довжина поліпептидного ланцюга білка становить 223 амінокислот, а молекулярна маса — 25 128.
| 10         |  | 20         |  | 30         |  | 40         |  | 50         |
| ---------- |  | ---------- |  | ---------- |  | ---------- |  | ---------- |
| MLWVQRKRRR |  | KETSECPSDK |  | DKSPESHKAK |  | NESWIKSHFS |  | RLSEEKLALD |
| NNASASGNAT |  | QTESGSEEVS |  | STVHIETFTT |  | RHGEVGSALH |  | RESFTSRQKT |
| SGPSVIQEIH |  | QESGKAPSTD |  | EATWAAVAAC |  | TKEIDTQGRH |  | LAHSMLQRAI |
| AYQHSGHLES |  | KDINQEELRA |  | LEEVEMKLQK |  | NFLTQRENTI |  | AGANHTHTFY |
| GHSHHSHHGH |  | PSHQSHSLPN |  | RRH        |  |            |  |            |

A: Аланін

C: Цистеїн

D: Аспарагінова кислота

E: Глутамінова кислота

F: Фенілаланін

G: Гліцин

H: Гістидин

I: Ізолейцин

K: Лізин

L: Лейцин

M: Метіонін

N: Аспарагін

P: Пролін

Q: Глутамін

R: Аргінін

S: Серин

T: Треонін

V: Валін

W: Триптофан

Кодований геном білок за функцією належить до фосфопротеїнів. 